# Creoda
Creoda, též Crioda (narozen asi roku 493, zemřel asi roku 534), je záhadnou postavou rané historie Wessexu z rodu Cerdikovců, jehož existence je sporná.
Zmiňuje se o něm pouze Západosaský genealogický královský seznam v předmluvě k Anglosaské kronice. Zde se uvádí, že byl synem krále Cerdika a otcem krále Cynrika. Nicméně text samotné Anglosaské kroniky opomíjí jakoukoli zmínku o Creodovi a popisuje Cynrika jako syna Cerdikova. Creoda mohl vládnout království Wessex krátkou dobu bezprostředně po Cerdikově smrti v roce 534, ale obvykle je tato konstrukce zavrhována jako pouhá interpolace do autentické královské linie Cerdikovců.